# Clemens C. J. Roothaan
Clemens C. J. Roothaan   (Nimega, 29 d'agost de 1918 - Chicago, 17 de juny de 2019) fou un físic i químic neerlandès conegut pel seu desenvolupament de la teoria de camp autoconsistent de l'estructura molecular.

## Biografia
Roothaan va néixer a Nimega. Es va matricular a la Universitat Tècnica de Delft el 1935 per estudiar enginyeria elèctrica. Estudiava física a la universitat quan va esclatar la Segona Guerra Mundial. Com a ciutadà catòlic, se li va permetre continuar estudiant temporalment. Durant la Segona Guerra Mundial, el seu germà Vic va estar involucrat en la resistència neerlandesa, i quan els soldats alemanys van anar a casa seva buscant-lo no van trobar en Vic i, en canvi, es van endur a Clemens Roothaan i el seu germà petit, Jan. Més tard, ell i el seu germà Jan van ser enviats al camp de concentració de Vught per presumpta implicació amb la resistència neerlandesa. El 5 de setembre de 1944, els presoners que quedaven al camp (inclosos els germans Roothaan) van ser traslladats al camp de Sachsenhausen, a Alemanya, abans de l'avanç dels aliats. Cap al final de la guerra, els presoners de Sachsenhausen van ser enviats a una marxa de la mort on el germà petit de Roothaan no va sobreviure.
Mentre era presoner de guerra, va poder continuar els seus estudis de física juntament amb altres professors i estudiants sota la direcció formal de Philips . La feina que li van assignar mentre cooperava amb Philips va ser la base per a la seva tesi de màster. Va obtenir el seu màster en física a la Universitat Tècnica de Delft el 14 d'octubre de 1945. Després es va traslladar als Estats Units, on va fer la seva tesi doctoral amb Robert S. Mulliken de la Universitat de Chicago, sobre la teoria de la química computacional, mentre treballava a la Universitat Catòlica d'Amèrica a Washington, D.C. Es va adonar que l'enfocament vigent de la teoria dels orbitals moleculars era incorrecte i va canviar el seu tema el qual va esdevenir en el desenvolupament de les equacions de Roothaan. El professor Mulliken esmenta aquesta obra en la seva conferència Nobel de la següent manera:
| «                    | I tried to induce Roothaan to do his Ph.D. thesis on Hückel-type calculations on substituted benzenes. But after carrying out some very good calculations on these he revolted against the Hückel method, threw his excellent calculations out the window, and for his thesis developed entirely independently his now well known all-electron LCAO SCF self-consistent-field method for the calculation of atomic and molecular wave functions, now appropriately referred to, I believe, as the Hartree-Fock-Roothaan method. | » |
| — Robert S. Mulliken | |   |

Es va traslladar a la Universitat de Chicago el 1949 i el seu doctorat va ser concedit el 1950. Després es va incorporar al departament de física de la Universitat de Chicago. Del 1962 al 1968 va ser director del centre de computació de la Universitat de Chicago. Més tard va ser professor de física i química a la Universitat de Chicago. Des de la seva jubilació, el 1988, ha treballat per als laboratoris de Hewlett-Packard a Palo Alto, Califòrnia, on la seva principal contribució ha estat el desenvolupament de les rutines de coprocessador matemàtic per al xip Itanium. El seu mètode d'anàlisi de l'arquitectura de canonades ha estat únic i innovador, i molt admirat en els cercles de superinformàtica de tot el món.
El 1982 Roothaan es va convertir en corresponsal de la Reial Acadèmia d'Arts i Ciències dels Països Baixos. Va ser membre de l'Acadèmia internacional de ciència quàntica molecular i de la Societat de Científics Catòlics. Va fer 100 anys l'agost de 2018 i va morir el juny de 2019.

## Obres

### Autobiografies
- Roothaan, Clemens C. J. Journal of Molecular Structure: THEOCHEM, 234, 1991, pàg. 1–12. DOI: 10.1016/0166-1280(91)89002-I.
- Roothaan, Clemens C. J. International Journal of Quantum Chemistry, 48, S27, 1993, pàg. 1–11. DOI: 10.1002/qua.560480804.